# Neolimonia gurneyi
Neolimonia gurneyi är en tvåvingeart som först beskrevs av Alexander 1970.  Neolimonia gurneyi ingår i släktet Neolimonia och familjen småharkrankar.
Artens utbredningsområde är Dominica. Inga underarter finns listade i Catalogue of Life.